# Castelo de Betzdorf
Castelo de Betzdorf (em luxemburguês:  Betzder Schlass, em francês:  Château de Betzdorf, em alemão:  Betzdorfer Schloss/Schloss Betzdorf) é um antigo castelo do Grão-Duque do Luxemburgo, situado na comuna de Betzdorf, no leste do Luxemburgo. Terá sido construído por pedreiros europeus, fundadores da maçonaria, os quais deixaram vários traços da sociedade secreta.
Actualmente, serve de quartel-general à SES S.A., o maior operador de satélites do mundo em termos de rendimento e o maior componente do principal LuxX Index da Bolsa do Luxemburgo. Está localizado a noroeste da aldeia de Betzdorf, a norte da linha de caminho-de-ferro CFL Linha 30. Desde a sua aquisição pela SES, a companhia tem construído um grande centro comercial e industrial em volta do castelo.
Não deve ser confundido com o castelo localizado na vizinha aldeia de Berg que serve como sede comunal de Betzdorf.

## História
O castelo foi o lar do Grão-Duque Hereditário João desde o seu casamento com Josefina Carlota da Bélgica, no dia 9 de Abril de 1953, até 16 de Novembro de 1964, quando sucedeu no trono do Grão-Ducado do Luxemburgo após a abdicação de sua mãe, a Grã-Duquesa Carlota. Todos os filhos de João e Josefina Carlota nasceram no Castelo de Betzdorf:
- Princesa Maria Astrid, nascida em 17 de fevereiro de 1954;
- Grão-duque Henrique, nascido em 16 de abril de 1955;
- Príncipe João, nascido em 15 de maio de 1957;
- Princesa Margarida, nascida em 15 de maio de1957;
- Príncipe Guilherme, nascido em 1 de maio de 1963.

Depois de ficar vago pela família do novo Grão-duque, o castelo tornou-se numa casa de repouso, funções que desempenhou até 1982. Em Julho desse ano, o edifício serviu como um acampamento base para 3.000 escuteiros que celebravam o 75º aniversário da fundação do movimento. Depois disso, foi deixado vazio até ser comprado pela SES, em 1986, tendo a companhia iniciado um extenso trabalho de desenvolvimento com vista a torná-lo no seu quartel-general.